# Sklené nad Oslavou
Sklené nad Oslavou (dříve také Shlenny, Sklenný, Skleny) je obec v okrese Žďár nad Sázavou v Kraji Vysočina. Svým charakterem je podhorskou obcí, nachází se 15 km severně od Velkého Meziříčí a 18 km jihovýchodně od Žďáru nad Sázavou v nadmořské výšce 573 m n. m. Žije zde 238 obyvatel.
Polohou na silnici 1. třídy a hlavní železniční trati je obec dopravně snadno dostupná. U rybníků bylo v minulých desetiletích vybudováno několik desítek rekreačních chat a i v intravilánu obce je také více než deset rekreačních objektů.

## Historie
První písemná zmínka o obci pochází z roku 1368. Původ a význam jména obce lze odvodit po dávno zaniklých skelných hutích, na což ukazují jména například „Les hamerský“, „Na stupnikách“, „Spáleniny“ atd. Kolem jsou vrchy výše 555 až 609 m, v katastru obce je 12 rybníků (celkem 45,65 ha), z nichž největší je Velký Sklenský rybník (24,71 ha, první písemná zmínka o něm je z roku 1510). Z celkové uvedené katastrální výměry je 44 % lesní půdy.
V místní dvoutřídní škole se vyučovalo od roku 1887 do roku 1979. V letech 1960 až 1963 byla v obci zbudována kanalizace a v roce 1970 bylo započato s výstavbou skupinového vodovodu. V letech 1972 až 1978 byl postaven kulturní dům s obecním úřadem, místní knihovnou a hasičskou zbrojnicí, v letech 1996-2000 bylo vybudováno dětské hřiště a provedena oprava kapličky, od let 2004 až 2008 každoročně je investováno do opravy KD - výměna oken, přestavba sociálního zařízení, vymalování, výměna podlah, nátěry střech, okapů, v roce 2004 byl v této budově zřízen obchod se smíšeným zbožím a v témže roce byla v obci dokončena plynofikace. V roce 2008 bylo rozhodnuto o výstavbě vodovodu, kanalizace a čističky v obci, byly provedeny zkušební vrty (jeden pod hájenkou u potoka a druhy na loučce p. Sedláčkové směrem k hájence, loučku obec odkoupila) s dostatkem zásoby podzemní vody, byl zpracován projekt a vyřízeno stavební povolení. V roce 2015 obec získala dotaci jak na vodovod, tak i na kanalizaci a na podzim téhož roku započala stavba.
V letech 2006–2010 působila jako starostka Alena Klusacková, od roku 2010 tuto funkci vykonává Zdenek Haller.
| Rok            | 1869 | 1880 | 1890 | 1900 | 1910 | 1921 | 1930 | 1950 | 1961 | 1970 | 1980 | 1991 | 2001 | 2011 |
| Počet obyvatel | 317  | 311  | 284  | 302  | 307  | 323  | 272  | 256  | 260  | 237  | 230  | 247  | 231  | 233  |

## Obecní symboly
V roce 2002 byly obci Sklené nad Oslavou přiznány Poslaneckou sněmovnou PČR symboly: prapor a znak obce. Popis znaku: V bílo-modrém děleném štítu nahoře skelná huť (hamr), dole polovina mlýnského kola a uprostřed ve stříbrném poli sklenice. Znak obce vychází z názvu obce. Název obce Sklené (Sklenné, Skleny) je odvozen od zaniklých skelných hutích, což potvrzují i názvy lesů a tratí: Hamerský les, Ve Stupnikách, Hrdlovka, Spáleniny. Z těchto důvodů byla do znaku začleněna skelná huť jako symbol historie a jména obce. V katastru obce se rovněž nachází potok jménem Babačka, na kterém byl vybudován rybník Babák a Babákův mlýn. Trati se zde jmenují Na Brejlích, Na Tálcích a U Babáka. Z těchto důvodů byla do znaku obce začleněna barva modrá symbolizující vodu a polovina mlýnského kola symbolizující pradávný Babákův mlýn. Roku 1965 byl ustanoven název obce Sklené nad Oslavou z důvodu odlišení od obce Sklené (u Žďáru nad Sázavou). Oslava je řeka, do které se Babačka vlévá, a proto je nepochybně zastoupená modrá barva jako symbol vody. Uprostřed znaku je symbol sklenice na stříbrném poli, což je symbol staré obecní pečeti, která měla nápis: „GEMEINDE SIEGILL SKLENI 1832“ se znakem sklenice.

## Sport, kultura a hospodářství
Od roku 1976 je v obci každoročně pořádán na místních malých hřištích tradiční fotbalový turnaj „Sklenský pohár“, kterého se v současnosti účastní kolem čtyřiceti týmů z celého okresu. V obci se každoročně koná slavnostní pouť (první neděli v červnu), zasvěcená sv. Panně Marii. V obci pracuje sbor dobrovolných hasičů, který pořádá tradiční masopustní průvody a spoustu dalších kulturních a sportovních akcí, jak pro dospělé, tak i pro děti.
V současné době jsou ve Skleném tyto firmy: Kment, s. r. o., AUTODÍLY Kment, s. r. o., Radek Holoubek s.r.o - brány,ploty, zámečnické práce, Kujal Mir. Zemní práce, autodoprava. Dále 28 drobných živností zabývající se nejrůznějšími činnostmi a jeden soukromě hospodařící rolník.

## Doprava
Obcí prochází silnice 1. třídy č. 37. Koncem roku 1953 byla uvedena do provozu železniční trať Havlíčkův Brod - Brno s železniční stanicí Sklené nad Oslavou za jihozápadním okrajem zastavěného území obce. Zastavují zde osobní vlaky na trati Žďár nad Sázavou - Brno.